# Euploea irawada
Euploea irawada är en fjärilsart som beskrevs av Moore 1877. Euploea irawada ingår i släktet Euploea och familjen praktfjärilar. Inga underarter finns listade i Catalogue of Life.